# Attentat contre le train Naples-Milan
L'attentat contre le train Naples-Milan ou attentat du train Express 904 (en italien : Strage del Rapido 904 ou Strage di Natale (massacre de Noël)) est une attaque terroriste qui s'est produite le 23 décembre 1984, à l'intérieur du tunnel Grande Galleria dell’Appennino, un tunnel ferroviaire des Apennins. Une bombe a explosé dans le train express 904 (Rapido 904) reliant Naples à Milan, faisant 16 morts et 267 blessés. Le lieu de l'attentat était proche de celui de l'attentat de l'Italicus Express de dix ans auparavant.
Le motif de l'attentat à la bombe était de distraire les forces de sécurité italiennes de l'enquête sur la mafia sicilienne après que le témoignage du pentito de la mafia Tommaso Buscetta au procureur antimafia Giovanni Falcone eut conduit à une série de mandats d'arrêt en septembre 1984 qui allaient ensuite conduire au Maxi-Procès de Palerme contre 475 accusés de la mafia sicilienne. En février 1989, le chef de la mafia Giuseppe Calò, également connu sous le nom de « Pippo », a été condamné pour avoir ordonné et organisé l'attentat. En avril 2011, Salvatore Riina le Capo de capi (« patron des patrons ») de la mafia, a été inculpé pour avoir ordonné l'attentat.

## Attentat
Le dimanche 23 décembre 1984, le Rapido 904 était en service régulier entre Naples et Milan. Il se dirigeait vers le nord, surchargé par 700 passagers en vacances qui rentraient chez eux ou rendaient visite à des parents en raison des prochaines vacances de Noël. À 19 h 8, une bombe a explosé au milieu du train dans la neuvième voiture, une voiture de deuxième classe. Le train se trouvait à 8 kilomètres dans le tunnel de base des Apennins, sur la ligne Florence-Bologne près de Vernio, sur une longue ligne droite. Le train roulait à 150 km/h alors que sur ce tronçon, elle était limitée à 160 km/h.
La bombe avait été placée sur un porte-bagages alors que le train était en gare de Florence-Santa-Maria-Novella. Contrairement aux attentats à la bombe dans les trains pendant les années de plomb, la bombe était télécommandée et a explosé comme prévu, alors que le train était bien engagé dans le tunnel, afin de maximiser les dégâts. Son onde de choc, réfléchie par les parois du tunnel, a soufflé toutes les vitres et les portes intérieures, projetant des éclats d'obus dans les compartiments. 15 personnes sont mortes des suites directes de l'explosion, et une autre est morte des suites des blessures.
Le frein d'urgence a été tiré et le train s'est arrêté à environ mille mètres de l'explosion, à 8 kilomètres de l'entrée nord et à 10 kilomètres de l'entrée sud. Le chef de train Gian Claudio Bianconcini, qui en était à son dernier voyage avant de prendre sa retraite, a été blessé à la nuque, mais a réussi à atteindre un téléphone de service et à appeler à l'aide. Les passagers se sont retrouvés bloqués dans le froid de l'hiver des Apennins.

## Secours
Gian Claudio Bianconcini a donné les premiers soins aux passagers alors que les néons de la galerie s'éteignaient, l'explosion ayant fait sauter les fils aériens. Les sauveteurs ont eu des difficultés à atteindre le lieu de la catastrophe. Les véhicules de secours se sont rassemblés à l'entrée sud du tunnel, mais ont été bloqués par l'épaisse fumée qui en sortait. Au bout d'une heure et demie, les premiers véhicules de service dépêchés sur les lieux ont pu atteindre le train en détresse, sans savoir ce qui s'était passé,.
Les communications radio étaient difficiles, aggravées par l'absence de liaison radio ; la météo était mauvaise, le train était au fond du tunnel et une forte odeur de poudre noire gênait la respiration. Bien que les dégâts et la fumée aient empêché l'accès rapide à l'entrée sud, le vent soufflant la fumée vers le sud a évité l'accumulation de fumée dans le tunnel et laissant l'entrée nord, la plus proche du centre d'intervention d'urgence de Bologne, relativement dégagée.
Une automotrice electro-diesel a été amenée de Bologne pour récupérer la section de tête du train endommagé, permettant aux sauveteurs d'atteindre la voiture explosée. Les voitures d'un train de secours ont été utilisées comme ambulances, transportant les blessés et les conduisant à la gare de San Benedetto Val di Sambro. La sous-estimation de l'ampleur de l'incident a fait qu'un seul médecin était présent dans le train de secours. 15 ambulances ont emmené les patients critiques à l'Ospedale Maggiore de Bologne, sous escorte de la Polizia di Stato et des Carabinieri,.
Un plan spécial, élaboré à la suite des attentats à la bombe des années précédentes, notamment l'attentat de l'Italicus Express et celui de gare de Bologne, a été activé pour la première fois. Il a permis d'apporter une réponse adéquate, la police locale a réservé certaines routes aux ambulances, tandis que la coordination entre les intervenants était gérée par Bologna Soccorso, un groupe régional de gestion des urgences issu du défunt CePIS.
Après avoir déposé son premier chargement de passagers blessés, le train est rapidement retourné dans le tunnel et a récupéré les passagers indemnes, qui commençaient à souffrir du froid. Cependant, la fumée des moteurs diesel a rempli le tunnel par inadvertance. Les passagers et les intervenants encore à l'intérieur du tunnel ont dû être munis de masques à oxygène. Après le départ du train, une femme a été trouvée en état de choc dans la cavité du tunnel, et a été emmenée à pied à la station voisine de Ca' di Landino,.

## Liste des victimes
Source :
- Giovanbattista Altobelli (51 ans)
- Anna Maria Brandi (26 ans)
- Angela Calvanese épouse De Simone (33 ans)
- Anna De Simone (9 ans)
- Giovanni De Simone (4 ans)
- Nicola De Simone (40 ans)
- Susanna Cavalli (22 ans)
- Lucia Cerrato (66 ans)
- Pier Francesco Leoni (23 ans)
- Luisella Matarazzo (25 ans)
- Carmine Moccia (30 ans)
- Valeria Moratello (22 ans)
- Maria Luigia Morini (45 ans)
- Federica Taglialatela (12 ans)
- Abramo Vastarella (29 ans)
- Gioacchino Taglialatela (50 ans, mort des suites de blessures)

## Enquête
Dans les heures qui ont suivi l'explosion, plusieurs groupes de gauche et de droite ont revendiqué l'attentat. Les soupçons officiels se sont concentrés sur les terroristes néo-fascistes, puisque l'attaque a eu lieu sur le même tronçon de chemin de fer où des extrémistes de droite ont piégé le train Italicus en 1974, tuant douze personnes et en blessant 48 autres. Le ministère public a rapidement ouvert une enquête. Une étude chimique et balistique a été commandée afin de déterminer le type d'explosif utilisé et la dynamique de la catastrophe. Un témoin ayant vu deux personnes placer deux sacs dans le porte-bagages de la 9e voiture à la gare de Florence, l'enquête a donc été confiée aux procureurs de Florence,.
En mars 1985, le chef de la mafia Giuseppe Calò et Guido Cercola ont été arrêtés à Rome et emprisonnés pour des crimes liés au trafic de drogue. La cachette de Calò a été trouvée le 11 mai dans une petite maison rurale près de Poggio San Lorenzo à Rieti. Les recherches ont permis de trouver une valise dans la cave, contenant deux petites caisses dans lesquelles se trouvaient des piles, un récepteur radio, un émetteur radio, des antennes, des fils, des armes et des explosifs. Cet explosif a été vérifié par les laboratoires de police scientifique de Rome et de Florence, et s'est avéré être le même que celui utilisé dans le train Express 904.
Le 9 janvier 1986, le procureur Pierluigi Vigna (it) a accusé Calò et Cercola de l'attentat. Selon l'enquête, celui-ci avait pour but de détourner l'attention des forces de sécurité de l'État de l'enquête sur la mafia sicilienne, après que le témoignage du repenti Tommaso Buscetta devant le juge d'instruction Giovanni Falcone eut donné lieu à une série de mandats d'arrêt en septembre 1984, qui allaient conduire au Maxi procès de Palerme à l'encontre de 474 accusés de la mafia,.
Cercola était lié à un Allemand, Friedrich Schaudinn, qui fabriquait des appareillages électroniques destinés à être utilisés dans les bombardements. Ces appareillages ont été trouvés dans la maison de Pippo Calò. De nombreux liens ont été trouvés entre Calò, la Camorra et des groupes néo-fascistes d'extrême droite. Calò avait des liens avec la loge P2 et la Banda della Magliana et était bien connu de nombreux terroristes italiens, dont Cristiano et Valerio Fioravanti, Massimo Carminati et Walter Sordi.

## Procès
Le 25 février 1989, le tribunal pénal de Florence a déclaré coupables Pippo Calò, Cercola et les personnes qui leur entourage, Alfonso Galeota, Giulio Pirozzi et le patron de la Camorra, Giuseppe Misso (it), et les a condamnés à l'emprisonnement à perpétuité. Franco Di Agostino a été condamné à 28 ans, Schaudinn à 25 ans et les autres personnes impliquées à des peines mineures. Un procès de deuxième degré a eu lieu le 15 mars 1990 à Florence par Giulio Catelani. La peine de prison de Calò et Cercola a été confirmée, et Di Agostino a été condamné à la prison à vie. Misso, Pirozzi et Galeota ont été libérés en ce qui concerne l'attentat, mais reconnus coupables de possession d'explosifs. Schaudinn a été déclaré sans lien formel avec la mafia, et sa peine pour l'attentat réduite à 22 ans.
Le 5 mars 1991, la Cour de cassation présidée par Corrado Carnevale (it) annule inopinément la sentence. Le procureur général Antonino Scopelliti (it) s'est opposé à cette décision et a demandé que les poursuites pour crime soient équitables. Corrado Carnevale a permis un nouveau procès des suspects par le tribunal de Florence. Les peines de Calò et Cercola furent confirmées, Di Agostino fut condamné à 24 ans, Schaudinn à 22 ans. La peine de Misso est ramenée à trois ans, celle de Galeota et Pirozzi à dix-huit mois, leur rôle dans le massacre étant considéré comme marginale.
Le même jour, Galeota et Pirozzi, ainsi que Rita Casolaro, la femme de ce dernier, et Assunta Sarno, la femme de Misso, rentraient à Naples lorsque leur voiture a été percutée sur l'autoroute A1 près de la sortie Afragola-Acerra. Des tueurs envoyés par les clans de la Camorra ont ouvert le feu, tuant Galeota et Sarno (exécutés par un coup de feu dans la bouche). Giulio Pirozzi et sa femme ont été sauvés par une voiture de police qui est passée fortuitement sur la voie opposée, provoquant la fuite des tueurs.
La cour de cassation a confirmé les sentences le 24 novembre 1992, reconnaissant officiellement une « main coordonnée de la mafia » dans l'attentat. Le 18 février 1994, le tribunal de Florence a innocenté le député MSI Massimo Abbatangelo (it) de l'accusation de massacre, mais l'a jugé coupable d'avoir donné l'explosif à Misso au début de 1984. Abbatangelo a été condamné à 6 ans. Les proches des victimes ont demandé une peine plus sévère, mais ont perdu en appel et ont dû payer les frais de justice.
Guido Cercola s'est suicidé dans le pénitencier de Sulmona le 3 janvier 2005 laissant un message dans lequel il se dit étranger à l'attentat.
Le 27 avril 2011, le Bureau d'antimafia de Naples a émis un ordre de détention envers Totò Riina, le chef de la Commission mafieuse sicilienne, le considérant comme le cerveau du massacre. Les procureurs ont déclaré que les explosifs utilisés pour l'attaque du train 904 étaient les mêmes que ceux utilisés pour tuer le juge antimafia Paolo Borsellino et son escorte, via D'Amelio le 19 juillet 1992.

## Indemnisation
Les victimes du massacre du train 904 n'ont pas été indemnisées. La décision du Ministère de l'Intérieur a été contestée par l'« Association des familles des victimes du massacre du train Rapid 904 du 23 décembre 1984 » « parce qu'elle est en grave contradiction avec les jugements sur le fond des accusés ».